# Canton de Colombey-les-Belles
Le canton de Colombey-les-Belles est une ancienne division administrative française qui était située dans le département de Meurthe-et-Moselle en région Lorraine.

## Géographie
Ce canton est organisé autour de Colombey-les-Belles dans l'arrondissement de Toul. Son altitude varie de 243 mètres à  Bagneux jusqu'à 510 mètres sur la commune de Pulney pour une altitude cantonale moyenne de 333 mètres.

## Représentation

### Conseillers généraux de 1833 à 2015
| Période     | Période      | Identité                                   | Étiquette     | Qualité |
| ----------- | ------------ | ------------------------------------------ | ------------- | --- |
| 1833        | 1848         | Eugène Baron Husson de Prailly (1804-1881) |               | Vice-Président puis Président du Tribunal de Nancy                                                           |
| 1848        | 1852         | Nicolas Maix                               |               | Propriétaire à Nancy, notaire à Colombey-les-Belles                                                          |
| 1852        | 1867         | Baron Eugène Husson de Prailly             |               | Président du Tribunal civil de Nancy                                                                         |
| 1867        | 1871         | Jacques Olry                               |               | Propriétaire                                                                                                 |
| 1871        | 1880         | Édouard Cournault                          | Droite        | Propriétaire à Méréville                                                                                     |
| 1880        | 1886         | François-Ernest Habert                     | Droite        | Docteur en médecine Maire de Colombey-les-Belles                                                             |
| 1886        | 1891 (décès) | Charles Morlot                             | Droite        | Maire de Vandeléville                                                                                        |
| 1891        | 1898         | Auguste Montignot-Bersot                   | Républicain   | Industriel à Colombey-les-Belles, conseiller d'arrondissement                                                |
| 1898        | 1904         | François Hémonet                           | Républicain   | Prêtre à Noviant-aux-Prés                                                                                    |
| 1904        | 1921 (décès) | Charles Masson                             | Rad.          | Avoué, premier adjoint au maire de Toul (1897-1912)                                                          |
| 1921        | 1938 (décès) | Albert Bourbonneux                         | FR-URD        | Maître de verreries Maire d'Allamps                                                                          |
| 1938        | 1940         | Henri Esselin                              | FR            | Cultivateur Maire de Grimonviller, conseiller d'arrondissement Nommé conseiller départemental en 1943        |
|             |              |                                            |               | |
| 1945        | 1949         | Ernest Galland                             | DVD           | Cultivateur Maire de Barisey-la-Côte                                                                         |
| 1949        | 1955         | Charles Josset                             | PRL puis CNIP | Cultivateur, maire de Grimonviller                                                                           |
| 1955        | 1965 (décès) | André Galland (1886-1965)                  | RGR           | Cultivateur, Barisey-la-Côte                                                                                 |
| 6 mars 1966 | 1967         | Robert Becker                              | UDR           | Ancien résistant, Colombey-les-Belles                                                                        |
| 1967        | 1978 (décès) | Claire Leclerc                             | RI            | Mère de famille Maire de Colombey-les-Belles Suppléante du député André Picquot (1962-1968)                  |
| 1978        | 2014 (décès) | Michel Dinet                               | PS            | Enseignant Président du conseil général (1998-2014) Député (1988-1993) Maire de Vannes-le-Châtel (1972-2001) |
| 2014        | 2015         | Agnès Marchand                             | PS            | Présidente d'association, Colombey-les-Belles                                                                |

### Conseillers d'arrondissement (de 1833 à 1940)
Le canton de Colombey avait deux conseillers d'arrondissement.
| Période                                  | Période          | Identité                                 | Étiquette   | Qualité |
| ---------------------------------------- | ---------------- | ---------------------------------------- | ----------- | --- |
| 1833                                     | 1839             | M. Marchal                               |             | Avocat, propriétaire à Aboncourt                                                                            |
| 1833                                     | 1836             | Camille Schmid (1802-1865)               |             | Maitre de verrerie de Vannes à Allamps                                                                      |
| 1836                                     | 1838 (décès)     | Nicolas Mari (1789-1838)                 |             | Maire de Germiny                                                                                            |
| 1839                                     | 1845             | Jean Baptiste Laurent (1780-1861)        |             | Maire de Colombey-les-Belles                                                                                |
| 1839                                     | 1848             | Joseph Jénin (1787-1854)                 |             | Cultivateur à Crépey                                                                                        |
| 1845                                     | 1848             | Nicolas Charles Cherpitez (1786-1861)    |             | Propriétaire à Courcelles                                                                                   |
|                                          |                  |                                          |             | |
|                                          | 1891 (démission) | Auguste Montignot-Bersot                 | Républicain | Industriel à Colombey-les-Belles                                                                            |
| 1891                                     | 1894 (décès)     | Charles Joseph Eury-Liébault (1840-1894) |             | Négociant à Crépey                                                                                          |
|                                          |                  |                                          |             | |
| 1895                                     | 1907             | Charles Aubertin                         |             | Notaire à Colombey-les-Belles                                                                               |
| 1895                                     | 1925             | Xavier Rose (1847-1930)                  |             | Propriétaire, commerçant, maire de Grimonviller, Président du Conseil d'arrondissement                      |
| 1907                                     | 1913             | M. Moinat                                |             | Maire de Colombey-les-Belles                                                                                |
| 1913                                     | 1940             | René Vinot                               |             | Agriculteur et marchand de bois à Colombey-les-Belles                                                       |
| 1925                                     | 1938             | Henri Esselin (1878-1951)                | Droite      | Cultivateur, maire de Grimonviller                                                                          |
| avril 1938                               | 1940             | Charles Alliot                           | URD         | Maire de Gibeaumeix                                                                                         |
| 1940                                     |                  |                                          |             | Les conseils d'arrondissement ont été suspendus par la loi du 12 octobre 1940 et n'ont jamais été réactivés |
| Les données manquantes sont à compléter. |                  |                                          |             | |

## Composition
Le canton de Colombey-les-Belles groupe 31 communes et compte 8035 habitants en 2012.
| Nom                             | Code Insee | Intercommunalité                         | Superficie (km2) | Population (dernière pop. légale) | Densité (hab./km2) |
| ------------------------------- | ---------- | ---------------------------------------- | ---------------- | --------------------------------- | ------------------ |
| Colombey-les-Belles (chef-lieu) | 54135      | CC du Pays de Colombey et du Sud Toulois | 17,59            | 1 448 (2014)                      | 82                 |
| Aboncourt                       | 54003      | CC du Pays de Colombey et du Sud Toulois | 6,93             | 105 (2014)                        | 15                 |
| Allain                          | 54008      | CC du Pays de Colombey et du Sud Toulois | 16,48            | 470 (2014)                        | 29                 |
| Allamps                         | 54010      | CC du Pays de Colombey et du Sud Toulois | 7,21             | 531 (2014)                        | 74                 |
| Bagneux                         | 54041      | CC du Pays de Colombey et du Sud Toulois | 8,60             | 157 (2014)                        | 18                 |
| Barisey-au-Plain                | 54046      | CC du Pays de Colombey et du Sud Toulois | 10,85            | 412 (2014)                        | 38                 |
| Barisey-la-Côte                 | 54047      | CC du Pays de Colombey et du Sud Toulois | 3,87             | 217 (2014)                        | 56                 |
| Battigny                        | 54052      | CC du Pays de Colombey et du Sud Toulois | 6,41             | 130 (2014)                        | 20                 |
| Beuvezin                        | 54068      | CC du Pays de Colombey et du Sud Toulois | 7,72             | 100 (2014)                        | 13                 |
| Courcelles                      | 54140      | CC du Pays de Colombey et du Sud Toulois | 4,31             | 105 (2014)                        | 24                 |
| Crépey                          | 54143      | CC du Pays de Colombey et du Sud Toulois | 20,90            | 390 (2014)                        | 19                 |
| Dolcourt                        | 54158      | CC du Pays de Colombey et du Sud Toulois | 6,19             | 119 (2014)                        | 19                 |
| Favières                        | 54189      | CC du Pays de Colombey et du Sud Toulois | 29,50            | 605 (2014)                        | 21                 |
| Fécocourt                       | 54190      | CC du Pays de Colombey et du Sud Toulois | 7,86             | 111 (2014)                        | 14                 |
| Gélaucourt                      | 54218      | CC du Pays de Colombey et du Sud Toulois | 2,26             | 62 (2014)                         | 27                 |
| Gémonville                      | 54220      | CC du Pays de Colombey et du Sud Toulois | 9,03             | 72 (2014)                         | 8                  |
| Germiny                         | 54223      | CC du Pays de Colombey et du Sud Toulois | 11,85            | 192 (2014)                        | 16                 |
| Gibeaumeix                      | 54226      | CC du Pays de Colombey et du Sud Toulois | 7,80             | 168 (2014)                        | 22                 |
| Grimonviller                    | 54237      | CC du Pays de Colombey et du Sud Toulois | 4,78             | 103 (2014)                        | 22                 |
| Mont-l'Étroit                   | 54379      | CC du Pays de Colombey et du Sud Toulois | 6,42             | 95 (2014)                         | 15                 |
| Pulney                          | 54438      | CC du Pays de Colombey et du Sud Toulois | 4,40             | 61 (2014)                         | 14                 |
| Saulxerotte                     | 54494      | CC du Pays de Colombey et du Sud Toulois | 3,15             | 99 (2014)                         | 31                 |
| Saulxures-lès-Vannes            | 54496      | CC du Pays de Colombey et du Sud Toulois | 18,04            | 369 (2014)                        | 20                 |
| Selaincourt                     | 54500      | CC du Pays de Colombey et du Sud Toulois | 10,86            | 175 (2014)                        | 16                 |
| Thuilley-aux-Groseilles         | 54523      | CC du Pays de Colombey et du Sud Toulois | 9,12             | 482 (2014)                        | 53                 |
| Tramont-Émy                     | 54529      | CC du Pays de Colombey et du Sud Toulois | 3,91             | 32 (2014)                         | 8,2                |
| Tramont-Lassus                  | 54530      | CC du Pays de Colombey et du Sud Toulois | 5,76             | 85 (2014)                         | 15                 |
| Tramont-Saint-André             | 54531      | CC du Pays de Colombey et du Sud Toulois | 6,88             | 58 (2014)                         | 8,4                |
| Uruffe                          | 54538      | CC du Pays de Colombey et du Sud Toulois | 13,05            | 391 (2014)                        | 30                 |
| Vandeléville                    | 54545      | CC du Pays de Colombey et du Sud Toulois | 9,86             | 209 (2014)                        | 21                 |
| Vannes-le-Châtel                | 54548      | CC du Pays de Colombey et du Sud Toulois | 17,30            | 577 (2014)                        | 33                 |

## Démographie
| 1962  | 1968  | 1975  | 1982  | 1990  | 1999  | 2009  |
| ----- | ----- | ----- | ----- | ----- | ----- | ----- |
| 6 405 | 6 950 | 6 273 | 6 489 | 6 566 | 6 954 | 7 824 |